# Strabologia
Strabologia – dziedzina medycyny (okulistyki) zajmująca się diagnostyką i leczeniem zeza.

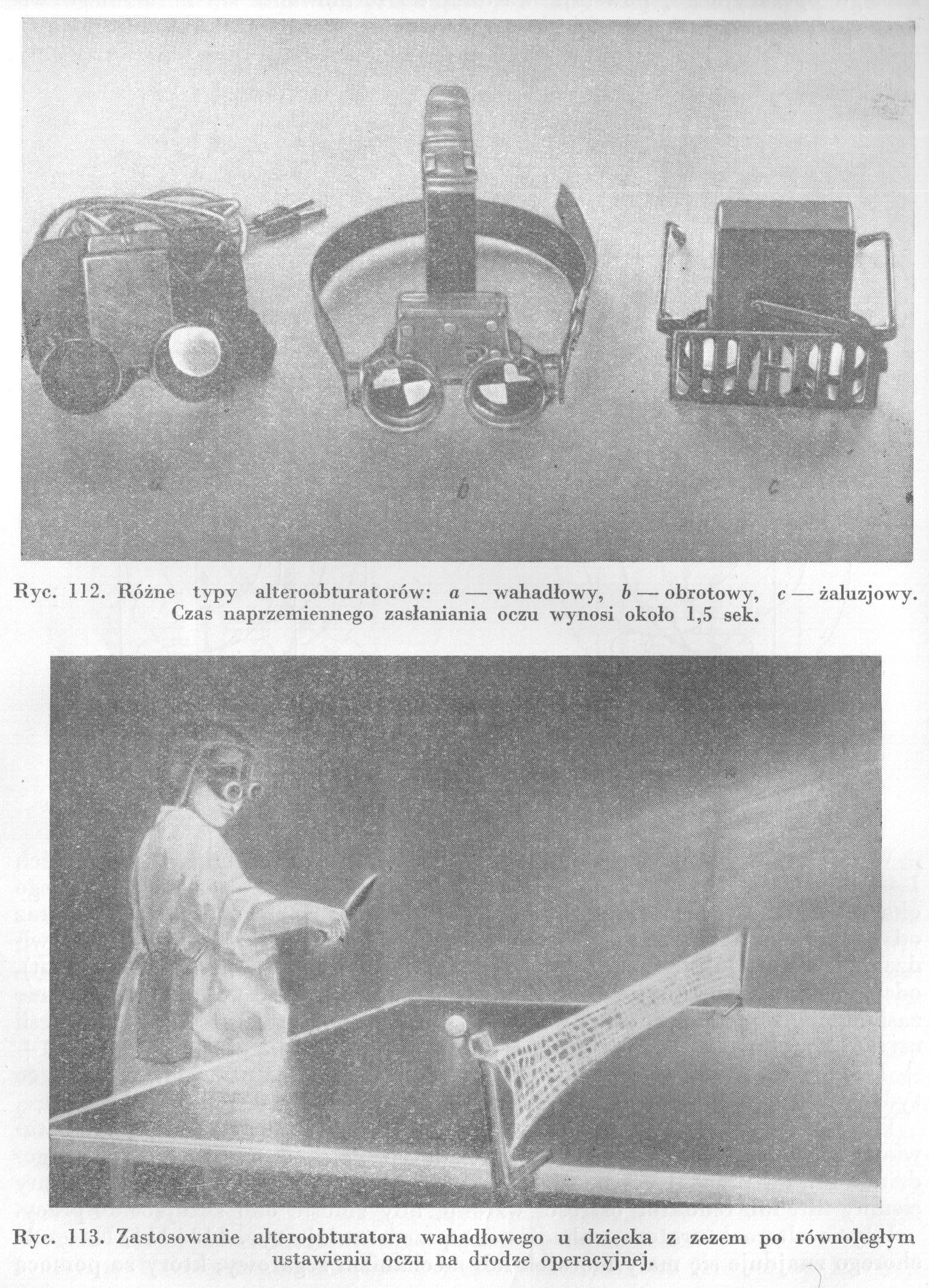
Typy alteroopturatorów – urządzeń do cyklicznego naprzemiennego zasłaniania lewego i prawego oka u dzieci lub różnych części pola widzenia – stosowanych w latach 50. XX w. do leczenia zeza metodą lokalizacyjną (zdj. z książki W. Starkiewicza pt. Psychofizjologia wzroku, PZWL Warszawa 1960; rozdz. Powstawanie optycznych odruchów lokalizacyjnych, s. 82–199)

Zakres dziedziny orientacyjnie ilustruje program Konferencji Strabologicznej, zorganizowanej przez Sekcję Strabologiczną Polskiego Towarzystwa Okulistycznego, która odbyła się w Poznaniu w roku 2012:
- zez rozbieżny,
- zez w przebiegu oftalmopatii tarczycowej,
- widzenie obuoczne a operacja zeza,
- leczenie zeza u dzieci z opóźnieniem rozwoju psycho-ruchowego,
- zezy u dorosłych,
- leczenie oczopląsu w Polsce,
- zez akomodacyjny,
- diagnostyka widzenia podwójnego,
- prezentacja przypadków (okrągły stół).

## Uzupełniająca bibliografia
- Powstawanie optycznych odruchów lokalizacyjnych. W: Witold Starkiewicz: Psychofizjologia wzroku. Warszawa: Państwowy Zakład Wydawnictw Lekarskich, 1960, s. 82–175.
- Witold Starkiewicz: Leczenie zeza. Warszawa: Państwowy Zakład Wydawnictw Lekarskich, 1959, s. 1–43.
- Teresa Baranowska-George: 16. Choroba zezowa; B. Metoda lokalizacyjna leczenia zeza. W: red. Witold Jan Orłowski: Okulistyka współczesna Podręcznik dla lekarzy specjalizujących się w chorobach oczu. T. 2. Państwowy Zakład Wydawnictw Lekarskich, 1977-1992. ISBN 978-83-200-0837-1. Brak numerów stron w książce;
- Witold Starkiewicz: Die Rolle des Muskelsystems in der Pathogenese und Therapie des Schielens. 1963. (niem.). Brak numerów stron w książce
- W. Starkiewicz, K. Strzyżewski. Stimulation of normal binocular vision while treating strabismus by localization method. „Brit. J. Ophthalmol.”. 47, s. 728–735, 1963. DOI: 10.1136/bjo.47.12.728. PMID: 14186869. (ang.).